# Piaキャロットへようこそ!!2
『Pia♥キャロットへようこそ!!2』（Pia2、Piaキャロ2）は、1997年10月31日にカクテル・ソフトより発売された18禁恋愛アドベンチャーゲーム+恋愛シミュレーションゲーム。Piaキャロットへようこそ!!シリーズの2作目にあたり、前作『Pia♥キャロットへようこそ!!』より4年後の話となる。

## 概要
当初はWindows 95用ソフトとして発売されたが、1999年8月12日にWindows 98の発売を受けて『Pia♥キャロットへようこそ!!』『Pia♥キャロットへようこそ!!2』『ぴあきゃろTOYBOX』の3タイトルをWindows 98対応にした上で1つのパッケージにリパッケージした『Pia♥キャロットへようこそ!!1・2・TB』が発売された。さらに、2001年10月26日にはMe/2000対応版がF&C FC02より発売されている（Me/2000対応版と銘打ってはいるが、オリジナル版はMeでもプレイ可能（2000/XPは不可）。Me/2000対応版はシステムプログラムを32ビット化しているため2000/XP/Vistaでもプレイ可能）が、後のF&C作品とは違いMe/2000対応版はWin95版と同内容である（セガサターン版の追加部分は取り込まれていない）。家庭用ゲーム機版はNECインターチャネルより、18歳以上推奨のセガサターン版が1998年10月8日に、全年齢対象のドリームキャスト版（なおディスクの内容はPia2.5における1枚目と全く同じで、これにPia3のキャラ紹介&新ED曲先行収録のCDが同梱されている）が2003年2月6日に発売されている。
また、本作ではアダルトゲーム情報誌E-LOGIN誌上で制服デザインの投票が行われ、メイドタイプが採用された。他に使用されているのは、この投票でエントリーされていたアイドルタイプをアレンジした物と、セーラー服をベースとしたスクールタイプである。この投票では前作の制服3種類もエントリーされていた。
また、ピンクパイナップルから本作品を原作とした18禁OVA（全3巻:声優名は非公表）も発売された。原作ゲームでまともなHシーンと認識されていなかった日野森あずさにもまともなHシーンが用意されていて好評であった一方、スタッフ内では人気キャラ榎本つかさの出番がなかったことが反省点となり、後に発売された一般OVA『Pia♥キャロットへようこそ!!2 DX』での彼女の昇格につながった。
1998年の東京キャラクターショーにおいて、ブロッコリーの主催により本作の舞台であるPiaキャロット2号店を模したブースに本作と同じコスチュームを着たウェイトレスという構成で軽食や飲み物を販売し、後のコスプレ喫茶ブームにつながっている。また、セガサターン版の制作発表がアンナミラーズで行われたという逸話もある（製作発表の場所を選定する際に他のファミレスには断られ、唯一アンナミラーズが承諾した）。
プレイステーション時代に移植を望む声が多かったが、タイトルに関する問題があり発売されることはなかった。（この事情はアダルトゲームの項目に詳細がある。また、以前のサターン用ソフトのページではPia2についてもPS版を出すという記述があった。Webアーカイブ：サターン用ソフトのページ）
Pia1では全く異なる2つのタイトルロゴが存在していたが、本作では基本的なデザインは同じでタイトルを1行で書いたものと2行で書いたものが存在している。

## Pia1からの変更点
本作では舞台が2号店となっており、前作の主人公であった木ノ下祐介は本作では舞台となる2号店の店長を務めている。ただし、イベントで本店も登場する。祐介の妹の留美も登場する（留美は本店勤務）。また、前作では自宅から通っていたが本作以降では寮の一室に住むことになり、移動先にも寮に住むヒロインの部屋が追加されている。
ゲームシステム上では主人公のパラメータから会話が削除され、代わりに"体力"が追加された。また、前作ではイベントで拾うという形で途中から参照可能になっていたスケジュール表が最初から見られるようになったという変化もある。スケジュール編成時には"倉庫整理"を選択することができず、マネージャーからの指示という形で強制的に組み込まれる（これは本作のみの特徴である）。
その他の変更点では、Pia1では駅前で買った後アイテムのストックに入り自室で使う物であったファッション雑誌が本作では買ったその場で効果を発揮するようになった事や、ゲーム中で手に入るミニゲーム類などをメインメニューから楽しめるようになったことがある。また、Pia1では初期状態で10,000円を所有しており途中のイベント発生後に駅前で50000円を引き出すことができたが、本作以降では所持金が増えるイベントがない。

## ストーリー
前作から4年の月日が流れ、Piaキャロットも2号店を出店し順調な発展を遂げていた。そんな折、主人公の前田耕治は親友の矢野真士から夏休みの間のバイト募集の話を受け、駅前で待ち合わせをしていた。そのとき、日野森あずさという女性とぶつかってしまう。その際、耕治はあずさの胸を触った上、彼女が身につけていたロケットを馬鹿にしたことで口論となってしまう。
その後、耕治は面接の場であずさと再会してしまうハプニングはあったものの採用され、個性的な面々が集う寮に住むこととなった。

## 登場人物
主人公「前田耕治」、その親友「矢野真士」、および春恵の娘「かおる」はそれぞれ制服コンテストにおけるメイドタイプへの投票者の本名から取られている。開発時の設定では、主人公「結城辰也」、その親友「元木直也」、春恵の娘「山名楓」となっていた。
前田耕治（まえだ こうじ）
声：鈴村健一
『2』『2.2』『2DX』の主人公。ゲームでは名前を変えることが可能。赤いバンダナが容貌上のトレードマーク。『2』系列の作品ではすべてにおいて日野森あずさと激突して胸を触り怒鳴られるという共通の出会いのパターンが存在する。
『2.2』では卒業後の進路に悩み戻ってきた。
『TOYBOX』「Go!Go!木ノ下祐介」では登場しておらず、わずかに登場人物の会話シーンで存在が語られている程度である。
後年に発売された『G.O. TOYBOX』で、名前が親友の矢野真士と同様、制服コンテスト参加者の本名の組み合わせであることが発表されている。
日野森あずさ（ひのもり あずさ）
声：長崎みなみ
『2』のメインヒロイン。主人公に対しては無愛想だが根は素直で妹思い。耕治との初めての出会いで胸を偶然触られ、険悪な関係となる。
『2.2』においては、既に大学の推薦入学を決めており余裕を持って戻ってきている。両親とは既に死別しており、叔父と叔母の元で育てられてきた。耕治とは和解したものの、さる理由による嫉妬から一方的に仲違いしてしまう。
『TOYBOX』「Go!Go!木ノ下祐介」では登場しないが、祐介や留美と同じ学校に通ってたことが祐介と留美の会話で判明する（あずさが1年時、留美が3年）。
日野森美奈（ひのもり みな）
声：『2』『TOYBOX』鳩野比奈、『2.5』及川ひとみ
あずさの妹で、姉からはミーナと呼ばれている。甘えん坊で耕治にすぐ懐く。非常におっとりと喋る。Piaキャロットのアルバイトとしては姉より先輩である。寮住まいの姉と違い、叔父叔母の家からキャロットに通っている。
『2.2』では攻略対象から外れたが、あずさと耕治の関係をいろいろと支える役回り。
榎本つかさ（えのもと つかさ）
声：『2』『TOYBOX』吉野茜、『2DX』栗原みきこ
『2』においては本店からのヘルプ要員。コスプレ好きで、寮では犬の着ぐるみを着用、このときは口調もわんわん語という独特の物となる。ある人物から自分の存在に関しての指摘を受け落ち込んでしまうことになる。
『2.2』の時点では既に2号店へ移籍している。
『TOYBOX』「Go!Go!木ノ下祐介」では2号店の人間の中で覗きをした祐介に対して一番不信感を抱いていた。
『2DX』ではOVA版、ドラマCD版共に、あずさと並ぶ主役級キャラ。一人称は「ボク」ではなく「わたし」で、耕治のことを「耕治ちゃん」ではなく「耕治さん」と呼んでいる。「ボク少女」としての中性的な個性は一切排除されており、それに代わって耕治のことを「白馬の王子様」と認識する乙女チックな性格が強調されている。
双葉涼子（ふたば りょうこ）
声：『2』『TOYBOX』夏野蛍、『2DX』津野田なるみ
『2』では2号店のマネージャー。物静かで真面目に淡々と仕事をこなし、労働負担の大きい立場にもかかわらず部下には常に笑顔で接する。葵とは親友同だが、内心では単なる親友としてはくくり切れない複雑な感情を互いに抱いてもいる。眼鏡を取ると非常に美人で、周りからコンタクトレンズを勧められるが、眼鏡にこだわり続けている。
Piaキャロットの社員であるため、アルバイトを採用する際、面接官を務めた。応募してきた矢野真士は実の従弟。
『2.2』では店長の祐介が出向いていることもあり、実質な店長代理を務めている。
『2DX』ではバイトを採用する書類選考の場面はあるが、応募してきた真士が従弟であることに言及しない。
皆瀬葵（みなせ あおい）
声：『2』『TOYBOX』美都いずみ、『2.5』『2DX』ならはしみき
『2』の2号店のウェイトレスで、マネージャーの涼子とは短大時代からの親友同士であり、二人で卒業と同時にPiaキャロットに入社した。
仕事は得意だが、酒とパチンコが好き。その一方で、寂しがり屋な一面もある。店長の祐介に惚れており、婚約者がいると知ってもその想いが変わらない。
『2.2』では3号店のチーフウェイトレス。
OVA版やドラマCD版では三枚目アネゴキャラになっている。
縁早苗（えにし さなえ）
声：歌織
『2』における2号店の皿洗い担当。体育大学を目指す浪人生。体格を気にしており、高校時代の体型に戻すために毎朝ジョギングをしている。そんな彼女につき合ってジョギングを始める主人公は、ある日そのあとに早苗の家にあがることになる。母校「陵北高校」ではバスケットボール部のエースだった。
『2.2』では専用シナリオはあるものの、主人公と結ばれるのではなく、彼女が好意を寄せる神楽坂潤との間を主人公が取り持つというストーリーであるが、誤解から主人公と潤が男同士で付き合っていると思いこんでしまう。
神楽坂潤（かぐらざか じゅん）
声：児玉さとみ
主人公の前田耕治とほぼ同時期にバイトを始めた。力作業となる倉庫作業では戦力にならずに耕治に呆れられている。歌劇団を目指していて、これまで何度も不合格になっていたので演技の勉強のために女であるが男と偽っており、耕治以外の2号店の誰もその事実に気付かなかった。母親の職場の名前は元ネタは共通だが、ゲームとドラマCDで団体名が少し異なる。
『2.2』でも男と偽ったまま倉庫整理を続けている。早苗から好意を寄せられるが、誤解が誤解を招き耕治とのボーイズラブを周囲に疑われてしまう。
山名春恵（やまな はるえ）
声：長崎みなみ
2号店の近くに住む未亡人で、幼い娘のかおるのために再婚相手を捜している。
『TOYBOX』「Go!Go!木ノ下祐介」では客として登場、再び迷子となったかおるを探すことになる。
篠原美樹子（しのはら みきこ）
声：芽吹/永山あけみ
2号店の近くに住む漫画家志望の女性で、同人活動もしている。主人公とは2号店で編集者と打ち合わせしてる場面に出くわすことから話は始まる。その後、彼女のアパートでコミケに出展する漫画を描くアシスタントになる。
木ノ下祐介（きのした ゆうすけ）
声：『2』ギンジ、『2.5』戸部公璽
『1』の主人公。『2』では2号店の店長。結婚を間近に控えている。ラフな格好をする時はアロハシャツ姿である。終盤の研修旅行では女湯を覗くなど羽目を外す。
『2.2』では3号店のオープンのため、3号店の店長代理として出向いている。真面目で店のスタッフからも尊敬されている。
主人公を務めた『TOYBOX』のシナリオ「Go!Go!木ノ下祐介」においては、『2』において女湯を覗いたことで婚約者である森原さとみから婚約破棄を宣告された上、2号店の人間からも信用を失い、彼女らの信用を取り戻すために奔走する。
『2DX』でも2号店店長で結婚間近であり、皆瀬葵の片想い相手である点は『2』と変わらないが、彼女の回想シーンに現れるのみで、ストーリー本編には現れない。ひたすら、容姿端麗かつ品格抜群の美青年として描かれている。
森原さとみ（もりはら さとみ）・木ノ下さとみ （きのした さとみ）
声：長谷川舞
『1』のメインヒロイン。『2』では祐介に婚約者がいることになっているが、彼女であることは明示されておらず、登場しない。
『TOYBOX』「Go!Go!木ノ下祐介」では祐介の婚約者がさとみであると設定され、温泉を覗いていた祐介に怒り、婚約破棄を言い渡す。本店勤務。
木ノ下留美（きのした るみ）
声：『2』『TOYBOX』琴実、『2DX』夏樹リオ
『1』のヒロイン。『2』では本店のウェイトレスとして働いているが、展開によっては2号店にヘルプとしてやってくる。優秀なウェイトレスだが、本店では遅刻ばかりして怒られていた。
『TOYBOX』「Go!Go!木ノ下祐介」のゲーム開始時の制服選択時のキャラクターは彼女で、冒頭、2号店のヘルプにやって来るが、前田耕司とは面識が無いという設定になっており『2』本編とは別展開となっている。シナリオ中に、社員になるかも知れない、という留美の言及がある。『2DX』では本店からのヘルプとして第4巻のみ登場。
キャラクター原案及びデザイン・原画は甘露樹
木ノ下泰男（きのした やすお）
祐介や留美の父親。『2』では祐介の結婚式のシーンでのみ登場。
山名かおる（やまな かおる）
春恵の娘で、Piaキャロット店内で迷子になっていた。
『TOYBOX』「Go!Go!木ノ下祐介」でも店内の迷子として登場する。
矢野真士（やの しんじ）
声：『2』大畑照夫、『2DX』吉野裕行
耕治の親友でバイトに誘った張本人。涼子の従弟。同人誌活動をしており、Piaキャロットのバイト不採用の原因とも関連している。
『2DX』ではアルバイトに落ちる点は同じだが、オタクではなく、異性に人気の男性として描かれている。また、同作では作中のイベントであるコスプレコンテストの実行委員長も務めている。デートや女性への気遣いにも慣れており、そのルックスも皆瀬葵からバイト不採用を惜しまれるほど。その書類選考の際、涼子の従弟である件に言及されない。
後年に発売された『G.O. TOYBOX』で、名前が前田耕治と同様、制服コンテスト参加者の本名の組み合わせであることが発表されている。
以下の3人はセガサターン版『Piaキャロットへようこそ!!2』で初登場。この時オリジナル版のデザインをしていたスタッフがカクテルソフトを退社していたため、この3人のデザインは橋本タカシである。
愛沢ともみ（あいざわ ともみ）
声：倖月美和
店の制服にあこがれている。
『2.2』では店のマスコットガールのイベントに応募し、採用されてあこがれの制服が着られたことで大満足。マスコットガール3人中最も人なつこく、主人公を「おにいさん」と呼ぶ。なお彼女の父親は娘に甘く、マスコットガールへの参加もすんなり了解をもらっている。
神塚ユキ（かみづか ユキ）
声：『2』星枝奈緒子、『2.5』幸山奈央
『2』ではともみの親友。唯我独尊で高飛車。
『2.2』ではともみ&紀子と共に店のマスコットガールとして登場する。性格のキツさは相変わらずで、年上であり一応は上司でもある主人公を「あんた」呼ばわりする。「よっ」と挨拶するなど、ボーイッシュな面も少しある。なおマスコットガール参加の話は父親にも内緒であり、シナリオ中の共通イベントとしてそのことに関するトラブルもある（これは紀子も同様）。
志摩紀子（しま のりこ）
声：藤咲かおり
ともみの親友。弱気な性格。
『2.2』ではともみ&ユキと共に店のマスコットガールとして登場する。しかし将来やりたいことが2人とは別にある。
以下は『Piaキャロットへようこそ!!2』本編には登場していない人物。
八雲未来（やくも みき）
声：こおろぎさとみ
『2DX』で厨房に立っているコック。
大荷物孝太郎（おかも こうたろう）
声：一条和矢
『2DX』に登場。Piaキャロットに野菜を配達している八百屋の店員。ただし、配達は遅い。単なる出入りの業者に過ぎず部外者なのだが、どういうわけか2号店の研修旅行に同行している。
神楽坂澪（かぐらざか みお）
潤の双子の妹。いずれの作品でも登場しない。『TOYBOX』で名前が判明。
飯田橋ネネ（いいだばし ネネ）
『2.2』の早苗シナリオで登場する「神楽坂潤の彼女」と名乗る女性。名前の元ネタはじゅん&ネネから

## スタッフ
- 企画：金杉肇、稲村竜一
- 原案・脚本：稲村竜一
- キャラクターデザイン・原画
  - 甘露樹（主人公・あずさ・美奈・春恵・かおる・留美・祐介、他）
  - みつみ美里（つかさ・葵・涼子・潤）
  - CHARM（早苗・美樹子）
  - 橋本タカシ（ともみ・ユキ・紀子、いずれもコンシューマー版追加キャラ）
- 音楽：DOORS MUSIC ENTERTAINMENT
  - OP曲：Go!Go!ウェイトレス
作詞：金杉肇&吉田文/作曲：REICO/歌：ロビン
  - 家庭用ED曲：アイスティー
    - 作詞：かなすぎはじめ&吉田文 / 作曲：吉田文 / 歌：くにたけみゆき

## Pia♥キャロットへようこそ!!2.2
『Pia♥キャロットへようこそ!!2.2』（Pia2.2、Piaキャロ2.2）は2000年12月2日にNECインターチャネルよりゲームボーイカラーで発売された、『Pia♥キャロットへようこそ!!2』の限定的続編であり、シリーズ初の全年齢対象ゲームタイトルである。
同作は、Pia2において主人公・耕治が誰とも結ばれなかったという歴史において発生する物語であり、Pia2と同年の12月後半〜翌年1月初旬までの間に再びPiaキャロットで働いて進路の悩みを解決していく内容となっている。セガサターン版『Pia2』とPC版『Pia3』の間となるオリジナルストーリー。
容量の関係上制服は2種類（メイドタイプ、スクールタイプ）しか収録されていない。また、ゲーム中の設定によりアルバイト中の行動がミニゲーム形式となり、これをクリアすることで（基本的には1日につき2回入るが、2回の内どちらかでクリアすればよい）パラメータにボーナス値が入るシステムとなっている。パラメータの中にはミニゲーム以外では上昇しないものがある。
タイトルロゴはPia2の2行書きタイプのロゴをベースに、ロゴのバックとなるリボンとカチューシャの色を青にしたものが用いられている。Pia2.5でもこの色遣いは変わっていない。またこれ以降の作品ではタイトルロゴは各作品1つしかない（発売時期が本作よりも先だった『Pia♥キャロットへようこそ!!2 DX』においてもCD1枚を除いて全て2行書きロゴがベースとなっている）。

### Pia2からの変更点
基本的なシステムはPia2のものと同じであるが、アイテムが手に入るイベントがない関係上"Item"コマンドがないことと、ヒロイン達のデータを参照することが出来ないという相違点がある。なお、スケジュール表は寮にいる時には見ることができず、メッセージ表示時にSTARTボタンを押すことで表示されるメニューから参照可能で、このメニューでバイト時のミニゲームのON/OFFの選択も可能。また、パラメータの変化量が異なるだけでイベント発生などに関しては同じ物であった"料理"と"仕込み"が本作から統合された。
キャラクターの設定上では、Pia2では本店からのヘルプ要員だった榎本つかさが正式に2号店に移籍していることと、店長の木ノ下祐介が3号店オープンのため出向いており双葉涼子が店長代理を、皆瀬葵が3号店のチーフウェイトレスを務めているという変化がある。また、Pia2に登場していたキャラの内、2号店と直接の関わりがない山名春恵・山名かおる・篠原美紀子・木ノ下留美・矢野真士が登場せず、家庭用の追加キャラクターでサブキャラであった神塚ユキ&志摩紀子が攻略対象として追加されている。

### スタッフ（2.2）
- プロデューサー：多部田俊雄（NECインターチャネル）
- 製作監督：大沼明夫（有限会社スタック代表取締役。Over flow代表 メイザーズぬまきち の本名）
- シナリオ：白根秀樹
- キャラクター原案：甘露樹、みつみ美里、CHARM、橋本タカシ
- 原画：後藤潤二[8]
- オリジナル音楽制作：DOORS MUSIC ENTERTAINMENT

## Pia♥キャロットへようこそ!!2.5
『Pia♥キャロットへようこそ!!2.5』（Pia2.5、Piaキャロ2.5）は2001年6月21日にNECインターチャネルより発売された、『Pia♥キャロットへようこそ!!2』と『Pia♥キャロットへようこそ!!2.2』のドリームキャスト版のセットである。GD-ROM2枚組で、両作品がそれぞれにディスクに収録されている。2003年2月6日に発売されたドリームキャスト版Pia2の内容はこちらの1枚目と全く同じである。
両ディスクともドリームキャストのCDプレイヤーモードで4トラック目として認識される部分に一般のCDプレイヤーで再生しないように注意を喚起するメッセージ的なミニドラマが収録されているが、この部分はGD-ROMの物理フォーマット的に一般のCDプレイヤーで再生できない領域である。しかし同内容のmp3ファイルが内周のCD-ROMフォーマット部分に収録されている。

### 各作品のオリジナルとの相違点
2については以下の点から、セガサターン版をベースに全年齢対象のレーティング基準に調整した物と見ることができる。
- 一部シーンのCGが削除されている。いわゆるHシーン関係の削除が大半であるが、一部CGの差し替えやCGを表示せずにテキストだけが表示されるものもある。
- 真士が描いている同人誌がほのぼの系の作品に変更されている。サターン版はホラー系だった。
- その他の要素はサターン版と同じで、追加キャラである愛沢ともみ達も登場する。

この他、2枚組であったサターン版では別ディスクで用意されていたCGモードと音楽モードはクリア後に出現する仕様となり、原画集は削除された。また、ボイスについても一部担当声優が変更されている（主要なメンバーについては『Pia♥キャロットへようこそ!!2 DX』と同じである）。
2.2についてはバイト時におけるミニゲームが削除される一方、ゲームボーイ版では収録されていなかったアイドルタイプが収録されて制服の種類が3種類に戻ったという特徴がある。ただし、スケジュール表は参照できない。そのほか、主人公以外のキャラクターに2と同じメンバーでボイスが追加された。なお、オープニングムービーはサターン版Pia2の2枚目のオープニングをタイトルロゴが浮かび上がるところだけ差し替えているため（Pia2の方はロゴが浮かび上がる部分のコピーライト表示以外サターン版と同じ）、2.2には登場しないはずのキャラクターもムービーには出ている。

## ぴあきゃろTOYBOX
『ぴあきゃろTOYBOX』は1998年10月30日にカクテル・ソフトより発売された、『Pia♥キャロットへようこそ!!』と『Pia♥キャロットへようこそ!!2』のアクセサリー&ミニゲーム集で、いくつかのミニゲームと多数のCGをWWW風の構成で収録している。

### 収録コンテンツ
Go!Go!木ノ下祐介
店長木ノ下祐介が主人公のショートアフターストーリー。前田耕治が研修旅行の温泉で祐介の「のぞき」行為に付き合わず、祐介だけがその行為がバレて部下の女性たちと婚約者さとみからの評価が失墜した、という歴史において生じる物語である。8月31日の予定だった結婚式もキャンセルとなってしまった祐介は、なんとか「不評」ポイントを下げて女性達の信頼を取り戻さねばならない。物語はPia2のシナリオ終了から4日後という設定でスタートする。本作ではMAXから始まる不評を下げつつ各種のパラメータを上げるのが目的である。パラメータは基本的にPia2のそれに準ずるが、"優しさ"ではなく"ロマン"が本作独自のパラメータとして追加されている。
また、このシナリオ内に以下の6つのミニゲームが収録されている。
酔いどれ葵さん!
画面上の障害物を避けながら歩き続けるのが目的。落ちている缶ビールを拾うことで一定時間無敵になる"葵さんボンバー"が使用可能。なお、一定時間動かないでいると勝手に歩き出してしまう。
潤くんの倉庫番
倉庫の天井から落とされる荷物を受け止め、画面両端に運ぶのが目的。なお、潤が一度に持てる荷物には制限があり、それを越えると落としてしまう。
かおるちゃんを探せ
群衆の中から山名かおるを捜すという物。
美奈のお勉強会
日野森美奈との対戦型3択クイズゲーム。
さなえの虹色free throw
縁早苗とのフリースロー勝負。
つかさでポン!
客が出すオーダーをこなしていくという物。
Doraキャロットへようこそ!!
2人打ち麻雀。ストーリーモードとフリー対戦があり、ストーリーモードは脱衣麻雀である。ローカルルールは以下の通り。
- 一荘戦（親が4巡したら終了）。
- ありあり（後付け/喰い断あり）。
- 二飜縛りおよび8連荘なし。
- ドラは基本4種。
- ノーテン親流れ。

ベスト・オブ・アルバイター'98
最高4人まで参加可能な双六ゲーム。マスにバイトの項目や女性キャラクターが配置されており、止まったマスのイベントをこなすことでパラメータを上げたりしながら最終的な評価で勝負する。
スクリーンセーバー
『Pia♥キャロットへようこそ!!2』のCG等を使用したスクリーンセーバーが9種類収録されている。
かおるのけいさんき
ごく普通の電卓だが、登場キャラクター山名春恵と山名かおるが算数の勉強をしながらという機能（以下"育成モード"）がある。育成モードでは何度も計算をさせることにより、かおるのレベルを上げて難しい計算を覚えさせていくことが可能。育成モードでも普通の計算結果は表示される。
製作スタッフのページ
ディレクター稲村竜一のページには『Pia♥キャロットへようこそ!!』の制作秘話が収録されている。

### スタッフ（TOYBOX）
- 企画・監督・原案・脚本：稲村竜一
- キャラクターデザイン：甘露樹、CHARM、みつみ美里
- 原画：竹内よしみ、藤原龍乱、雨澄、天王洲あいる、ユキ、ケンスケver.1,0、松本規之、橋本タカシ、攻牙冴、ヰ駄TEN
- 音楽：DOORS MUSIC ENTERTAINMENT
  - 主題歌：Go!Go!ウェイトレス

## 評価
書籍『電脳美少女虎の巻』において、本作は細かな点まで作りこまれた秀作だと評され、特に平易なシステムやほのぼのとした雰囲気が評価された一方、ペンティアム120Mhz程度のマシン環境の場合は6万色モードでのスピードがやや遅い点が指摘されている。

### 関連作品に対する評価
『2.2』について、前田尋之の公式ウェブサイト「電脳世界のひみつ基地」のライター松田は、F&Cが制作にかかわっているだけあって完成度が高いと評価している。また、制服の種類が2種類に限定された点についても、ゲームボーイで制服の差分を入れているのは素晴らしいことであり、シリーズのポリシーを大事にしている感じが伝わってきたと肯定的に受け止めている。
『2.5』はファミ通DCクロスレビューでは8、8、7の23点。レビュアーは『2.2』がゲームボーイカラーであるため制限のあったストーリーやグラフィックの強化、フルボイス化、ポイントをおさえた設定、システムや操作の改善、美麗なムービー、3行の簡潔なメッセージウィンドウを賞賛したが、『2』で仲良くなったヒロインと『2.2』で最初からやり直す必要があるためデータ引き継ぎなどセット作ならではの要素がほしかったとした。

## 関連商品

### OVA

#### 18禁OVA版
各巻タイトル
1. メインディッシュはフルコースで…!?（発売日：1998年10月23日）
2. デザートはメインディッシュのまえ…!?（発売日：1999年1月22日）
3. メインディッシュはおまかせで…!?（発売日：1999年4月23日）

スタッフ
- 企画 - 乱交太郎、天地悠太
- スーパーバイザー - Dr.POCHI
- 監督 - ふくもとかん
- 脚本 - 杜野幼青
- 作画監督 - 佐藤淳
- 音楽 - ARIES
- 制作 - Triple X
- 製作 - ピンクパイナップル

主題歌
エンディングテーマ「やさしくしてね」
作詞 - 中島えりな / 作曲 - 斎藤かんじ / 歌 - 安達まり

#### Pia♥キャロットへようこそ!!2 DX
1999年12月18日に第1巻が発売され、以後隔月で発売された（VHS・レーザーディスク・DVDで発売されたが、2001年1月25日に発売された総集編はLD版なし）全6巻。なお、各巻の初回版には表面にホログラム加工が施されたトレーディングカードが付いており、全6枚を合わせると1枚の絵になる。
18禁OVA版とは一部スタッフの肩書きが変わっているものの、制作陣の大多数が引き続き参加している。18禁OVA版においてヒロインの一人榎本つかさの出番が全くなかったことの反省から彼女も主役級キャラとなったが、人格面のキャラクター改変が著しく、いわゆる「ボク少女」ではなくなっている。コスプレ好きという点以外はパーソナリティ的にほとんど別人。その他オリジナルキャラも追加されている。
シナリオの進行としては、榎本つかさと日野森あずさが各巻のヒロインとして交互に割り当てられ、その他の女性従業員たちは脇役に徹している。一方、原作ゲーム『Pia2』が夏後半約1か月の物語であるのに対し、このOVAの物語＝主人公前田耕治のアルバイト勤務期間は翌年2月までの約半年に及んでおり、季節も刻々と変化する。ゆえに翌年リリースされるPia2.2の内容とも当然のことながら整合しておらず、3号店の誕生や、祐介、葵の人事異動も無い。先述のつかさの他、葵や真士のパーソナリティ、立ち位置もかなり変更された。Pia2シナリオ中にあった諸々の旅行やデートのイベントは様々な形で統廃合、アレンジがされている。
各巻タイトル
#1 淡〜い恋のフルーツ・カクテル
#2 恋のラビリンス・パフェ
#3 恋のマスカレード・サンデー
#4 恋のミルク・シェイク
#5 恋のX'マス・ア・ラ・モード
#6 ラスト・オーダーは…どっち…!?
スタッフ
- 企画 - 天地悠太
- スーパーバイザー - Dr.POCHI
- 監督 - 杜野幼青
- 脚本 - 影山楙倫
- キャラクターデザイン・作画監督 - 佐藤淳
- 美術監督 - 杉浦正一郎
- 色彩設定 - 宮川はれみ
- 撮影監督 - 沖野雅英
- 音楽 - 松下一也
- 音響監督 - 本田保則
- プロデューサー - 住友正信、雅太郎、越中おさむ
- 制作 - 呀龍スタジオ
- 製作 - Piaキャロットへようこそ!!2 DX 製作委員会

主題歌
オープニングテーマ「ゴーゴーウェイトレス（コーラスバージョン）」
詳細は別記事参照。
エンディングテーマ1「しずかな深呼吸して」（1〜3巻）
作詞 - くまのきよみ / 作曲 - M Rie / 歌 - 日野森あずさ（長崎みなみ）
エンディングテーマ2「青空に向かって」（4〜5巻）
作詞 - 小沢しのぶ / 作曲 - 荒巻賢治 / 歌 - 榎本つかさ（栗原みきこ）&日野森あずさ（長崎みなみ）
エンディングテーマ3「誰よりも…」（6巻）
作詞 - 井上小麦 / 作曲 - 荒巻賢治 / 歌 - 日野森あずさ（長崎みなみ）
DX関連商品
- CD
  - Pia♥キャロットへようこそ!!2 DX ヒロインコレクション1 日野森あずさ
  - Pia♥キャロットへようこそ!!2 DX ヒロインコレクション2 榎本つかさ
  - Pia♥キャロットへようこそ!!2 DX ヒロインコレクション3 日野森美奈
  - Pia♥キャロットへようこそ!!2 DX ベストボーカルコレクション
豆知識:このCDのみタイトルロゴがPia2の1行書きタイプのロゴがベースとなっている。
  - Pia♥キャロットへようこそ!!2 DX ドラマCD

- ムック
  - 学研ムック Megami MAGAZINE Sellection "Piaキャロットへようこそ!!2 DX"(ISBN 4-05-602453-7)

#### ドラマCD
Pia2において、もし前田耕治がPiaキャロット中杉通り店で夏休みのアルバイトをしなかったら……というifの世界を舞台に、女性キャラクターだけで描かれるショートエピソード集。登場キャラそれぞれにおいても、Pia2とは人物背景が細かな部分で違っていたり、新たな設定が加えられていたりする。 
各巻ごとに1人ずつPia2のヒロインが主人公となり、自身の未決着な過去と向き合う体験をするという、非常に内省内観的なストーリーである。各巻、収録時間は50〜60分程度。
- 『Pia♥キャロットへようこそ!!2 OUTSIDE STORY I』（葵）
- 『Pia♥キャロットへようこそ!!2 OUTSIDE STORY II』（涼子）
- 『Pia♥キャロットへようこそ!!2 OUTSIDE STORY III』（美奈）

### 漫画

#### コミックアンソロジー
全3巻。執筆陣の中には後に本作のオフィシャルコミックの作画に抜擢されたかなん、『Pia♥キャロットへようこそ!!G.O. 〜グランド・オープン〜』で衣装デザインを手がけたコゲどんぼ、退社したスタッフが手がけたLeafの『こみっくパーティー』のオフィシャルコミック作画の犬威赤彦がいる。

#### オフィシャルコミック
メディアワークス『電撃コミックガオ!』1999年11月号から2000年8月号まで連載。後単行本化。作画はかなん。なお、かなんはこの活躍により『ギャラクシーエンジェル』のキャラクターデザインを手がけるようになる。単行本巻末には『Pia♥キャロットへようこそ!!3』の予告が掲載されている。
- 単行本全1巻 2000年9月15日発売 <ISBN 4-8402-1619-3>

### 小説
原作準拠・全3巻
著：三井秀樹2P、挿絵：本郷彰
- I「お茶でもいかが？」 1999年4月10日発売 <ISBN 4-8470-3308-6>
- II「また会えますか？」 1999年6月10日発売 <ISBN 4-8470-3313-2>
- III「もう離さないで」 1999年7月30日発売 <ISBN 4-8470-3318-3>

オリジナルストーリー・全3巻
著：立花ユウ、挿絵：本郷彰
- あずさ編 2000年12月30日発売 <ISBN 4-8470-3367-1>
- つかさ編 2001年3月10日発売 <ISBN 4-8470-3385-X>
- 美奈編　2001年4月10日発売 <ISBN 4-8470-3391-4>

上記の6冊はCaRROT NOVELS（ワニブックス）より発売されたジュブナイルポルノ。
Piaキャロットへようこそ!!2.3 告白の季節（とき）
2001年7月31日発売 <ISBN 4-7577-0308-2>
著：伊豆平成、挿絵：宇佐美渉
Pia2.2においても、主人公がどの女性ともハッピーエンドを迎えなかった、という設定での続編。ファミ通文庫で刊行の一般作。